# Hollandia sigillata
Hollandia sigillata är en fjärilsart som beskrevs av Butler 1892. Hollandia sigillata ingår i släktet Hollandia och familjen nattflyn. Inga underarter finns listade i Catalogue of Life.